# Pniewko (osada leśna)
Pniewko – osada leśna w Polsce położona w województwie zachodniopomorskim, w powiecie gryfińskim, w gminie Chojna.
W latach 1975–1998 miejscowość należała administracyjnie do województwa szczecińskiego.